# Cavallirio
Cavallirio là một comune (thành phố tự trị) trong tỉnh Novara của nước Ý miền Piedmont, vào khoảng 80 km Đông bắc của Torino và 20 km Tây bắc của Novara. Tính đến ngày 31 tháng 12 năm 2004, dân số là 1.254 có diện tích là 8.1 km².
Thành phố Cavallirio bao gồm các frazioni (chủ yếu là làng xã nhỏ) Stoccada, Polera, Villa, Piatè, Suloro và Cademarco.
Cavallirio giáp ranh với các thành phố sau: Boca, Cureggio, Fontaneto d'Agogna, Prato Sesia và Romagnano Sesia.